# Heinzenbach
Heinzenbach település Németországban, Rajna-vidék-Pfalz tartományban. Lakosainak száma 436 fő (2023. december 31.). Heinzenbach Kirchberg és Reckershausen községekkel határos.

## Népesség
A település népességének változása:
| Lakosok száma | 325  | 421  | 417  | 419  | 450  | 436  |
|               | 1975 | 2017 | 2019 | 2021 | 2022 | 2023 |